# Bab Zuwayla

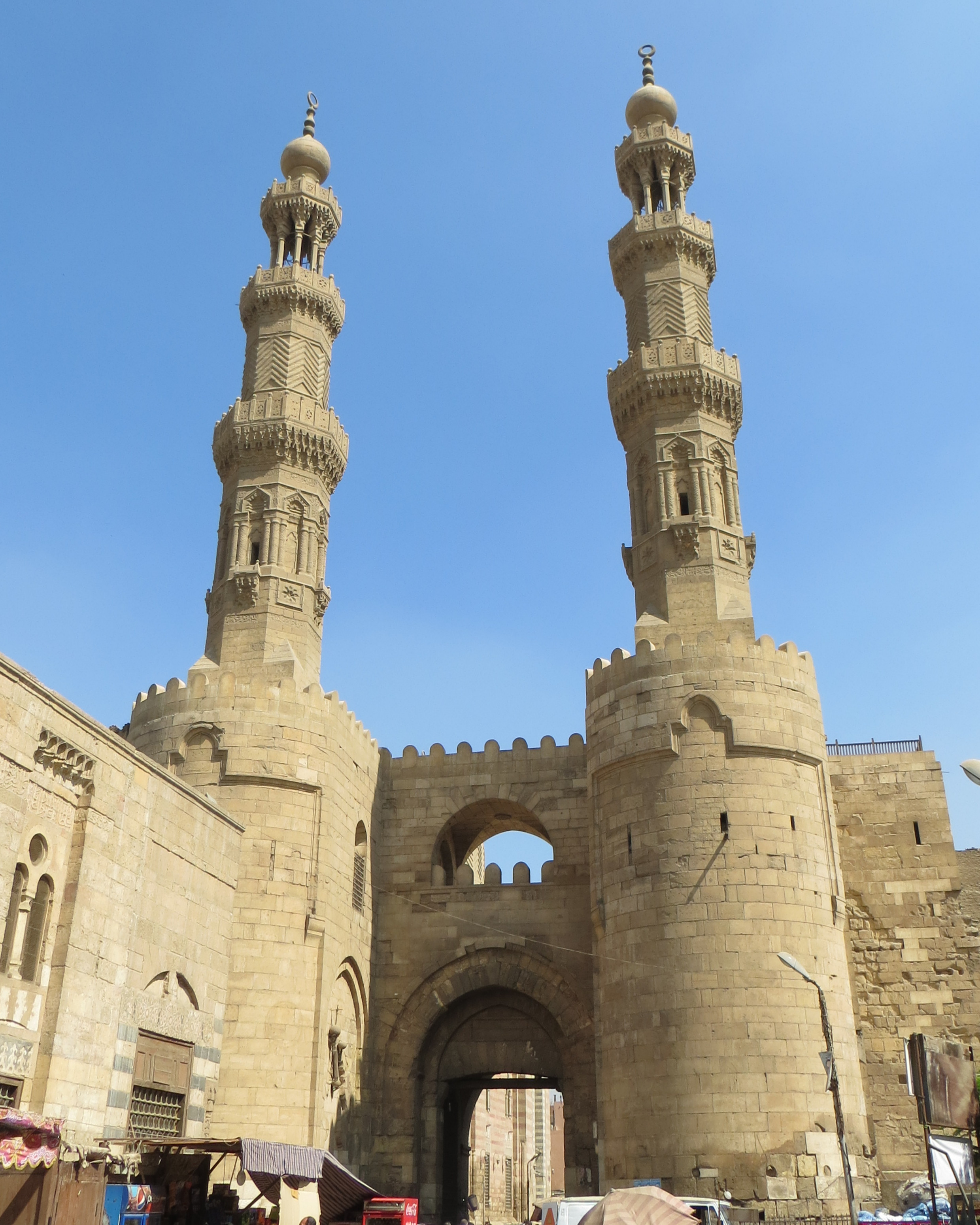
Bāb Zuwayla.

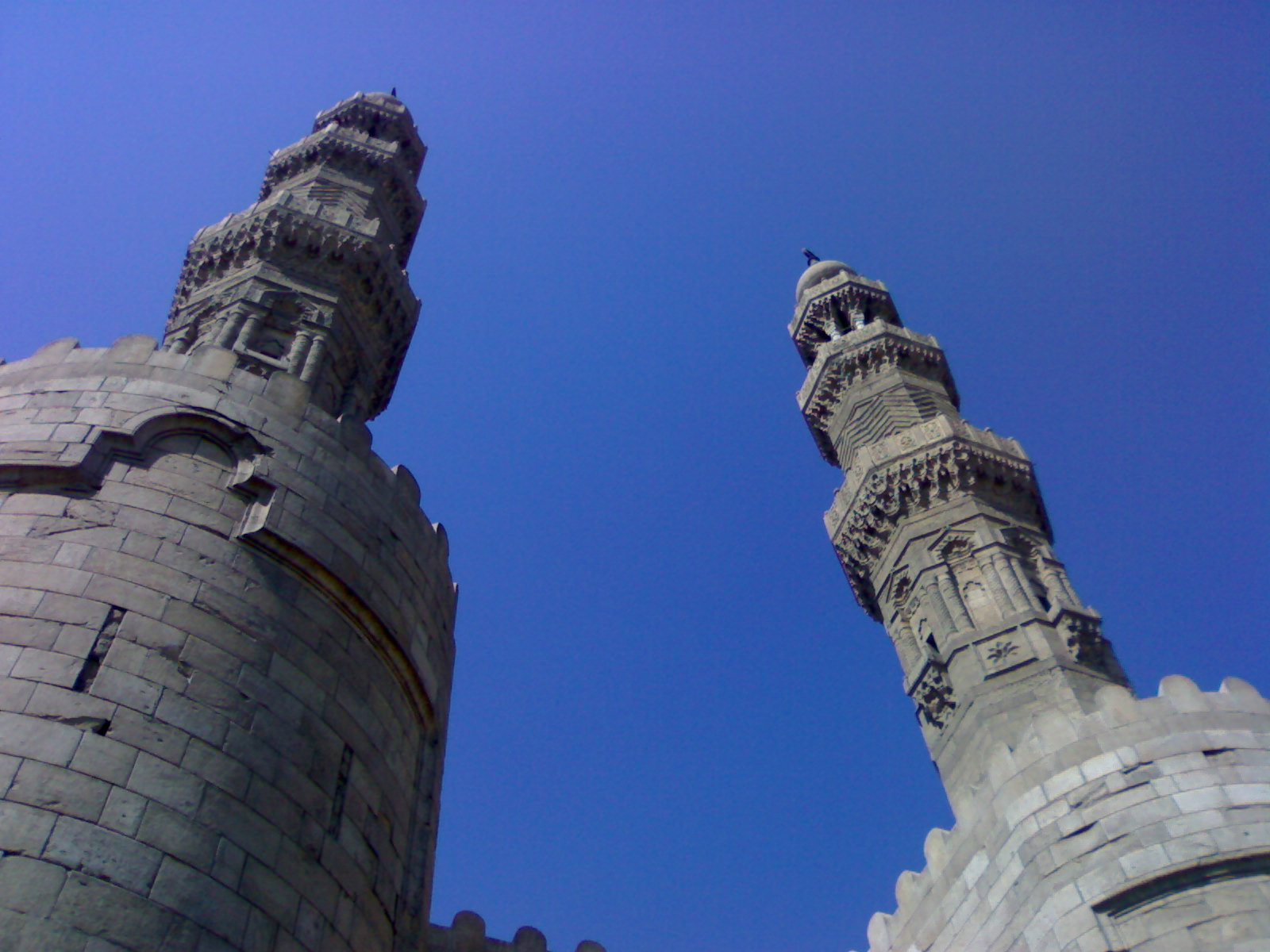
Bāb Zuwayla (torri).

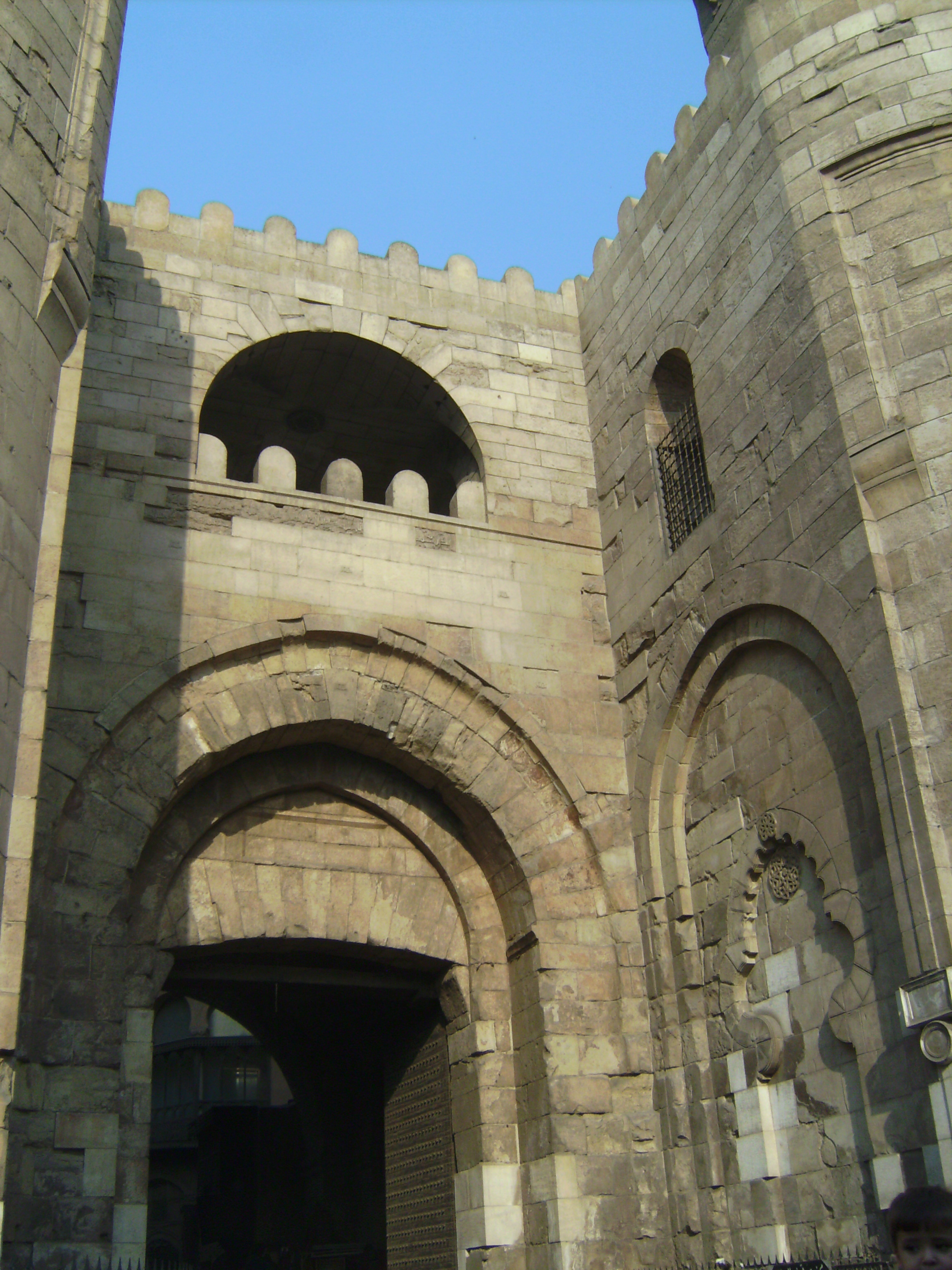
Bāb Zuwayla (porta).

Bāb Zuwayla (in arabo باب زويلة‎?) , è una delle porte fortificate del Cairo d'epoca medievale, vestigia delle mura edificate in età fatimide. È stata chiamata Bawabbāt al-Metwalli nel periodo ottomano, e nel parlato viene chiamata anche Bab Zuweyla. È considerata una delle principali testimonianze dell'architettura fatimide della città. Se Bāb significa in lingua araba "porta", il nome Zuwayla deriva dalla denominazione di una tribù di guerrieri berberi del Deserto occidentale nordafricano, alcuni membri dei quali furono incaricati dai sovrani fatimidi della sorveglianza dell'accesso in città.

## Architettura
La città del Cairo fu fondata nel 969 come cittadella del potere fatimide. Nel 1092, l'onnipotente vizir al-Badr al-Jamali fece erigere una seconda cinta muraria attorno ad essa. Bāb Zuwayla costituiva la porta meridionale di queste mura. Ha due torri gemelle (minareti) cui si può accedere grazie a una ripida salita. Nei primi tempi esse erano usate per avvistare le truppe nemiche e in età moderna esse sono state apprezzate in quanto consentono una delle più suggestive vedute della Cairo Vecchia (Fusṭāṭ, al-ʿAskar e al-Qaṭāʾiʿ).
La struttura ha anche una famosa piattaforma e talvolta le esecuzioni avevano luogo proprio lì. Era anche il luogo da cui il Sultano ayyubide e mamelucco assisteva alla partenza della carovana del Ḥajj, con il noto maḥmal che conteneva i drappi della kiswa della Kaʿba.
Talvolta alla Bāb Zuwayla venivano appese le teste dei criminali e i gabbioni coi corpi dei condannati a morte, in attesa della morte per inedia. L'ultima volta che alla Bāb Zuwayla furono appese le teste dei giustiziati fu il 1811, quando le teste di numerosi esponenti neo-mamelucchi, infilzate su picche, segnarono la definitiva presa assoluta di potere da parte di Muhammad Ali.
La corrispondente pota settentrionale era la Bāb al-Futūḥ, ossia "Porta della Vittoria", che oggi marca un'estremità della "Shāriʿ Al-Muʿizz li-dīn Allāh" (Via Al-Muizz).

## Età mamelucca
Nel 1260, il mongolo Hulagu, nipote di Gengis Khan, provò ad attaccare l'Egitto, dopo aver obbligato alla resa Damasco.

Hulagu inviò sei messaggeri al comandante mamelucco Sayf al-Dīn Quṭuz al Cairo, chiedendogli la resa, ma il Sultano rispose uccidendo i sei messaggeri, "tagliandoli a pezzi" ed esponendo le loro teste sulla Bāb Zuwayla.

## Moschea di al-Mu'ayyad
A ovest di Bāb Zuwayla vi era una prigione in cui una volta fu rinchiuso lo sceicco al-Mu'ayyad, che prende il nome da Abū al-Naṣr Shaykh ibn ʿAbd Allāh al-Maḥmūdī, uno schiavo del sultano mamelucco burji al-Malik al-Ẓāhir Sayf al-Dīn Barqūq. Acquistato all'età di 12 anni circa, egli intraprese la carriera delle armi, come d'uso. Nominato governatore per un decennio di Tripoli dal Sultano Naṣīr al-Dīn Faraj, fu a un certo punto rinchiuso nel carcere che sorgeva nei pressi della Bāb Zuwayla, egli fece voto che, se fosse scampato alla morte, avrebbe fatto di tutto per radere al suolo la prigione per costruirvi sopra una moschea. Le sue fortune cambiarono di lì a poco, e il giovane avviò una carriera di tutto rispetto, fino a giungere al Sultanato dell'Egitto e della Siria, assumendo il laqab di al-Muʾayyad. Mantenne il voto nel 1415, erigendo la moschea che porta tuttora il suo nome.

## Aggiunte
Nel corso dei secoli il monumento ha conosciuto alcuni cambiamenti, tra cui in particolare si può ricordare la pavimentazione stradale, aggiunta dal Sultano ayyubide al-Malik al-Kamil (1218–1238), il cui cavallo era scivolato sulla precedente rampa.